# Грац-Умгебунг
Грац-Умгебунг (нем. Bezirk Graz-Umgebung) — политический округ в Австрии.
Центр округа — город Грац. Округ входит в федеральную землю Штирия. Занимает площадь 1.100,71 км². Население 136 234 чел. Плотность населения 119 человек/км².

## Административное устройство
1. Вайнитцен
2. Верндорф
3. Вундшу
4. Гёссендорф
5. Гратвайн-Штрасенгель
6. Граткорн
7. Добль-Цваринг
8. Дойчфайстриц
9. Зайерсберг-Пирка
10. Земриах
11. Ибельбах
12. Кайнбах-бай-Грац
13. Кальсдорф-бай-Грац
14. Кумберг
15. Ласницхёэ
16. Либох
17. Нестельбах-бай-Грац
18. Пеггау
19. Премштеттен
20. Раба-Грамбах
21. Санкт-Бартоломе
22. Санкт-Марайн-бай-Грац
23. Санкт-Освальд-бай-Планкенварт
24. Санкт-Радегунд-бай-Грац
25. Таль
26. Фазольдсберг
27. Фельдкирхен-бай-Грац
28. Ферниц-Меллах
29. Фронлайтен
30. Хазельсдорф-Тобельбад
31. Харт-бай-Грац
32. Хаусманнштеттен
33. Хитцендорф
34. Штаттегг
35. Штиволль
36. Эггерсдорф-бай-Грац

1. Айсбах
2. Аттендорф
3. Бродингберг
4. Грамбах
5. Гратвайн
6. Гросштюбинг
7. Гшнайдт
8. Добль
9. Зайерсберг
10. Крумегг
11. Лангегг-бай-Грац
12. Меллах
13. Петерсдорф-II
14. Пирка
15. Раба
16. Рётельштайн
17. Рорбах-Штайнберг
18. Тирнау
19. Тульвиц
20. Унтерпремштеттен
21. Ферниц
22. Харт-Пургшталль
23. Хёф-Пребах
24. Цваринг-Пёльс
25. Цеттлинг
26. Шремс-бай-Фронлайтен
27. Эдельсгруб
28. Юдендорф-Штрасенгель

## Населённые пункты
1. Адриах
2. Айсбах
3. Аттендорф
4. Бродингберг
5. Вайнитцен
6. Верндорф
7. Вундшу
8. Гёссендорф
9. Гнанинг
10. Грамбах
11. Гратвайн
12. Гросштюбинг
13. Гшнайдт
14. Добль
15. Дойчфайстриц
16. Зайерсберг
17. Земриах
18. Кайнбах-бай-Грац
19. Кальсдорф-бай-Грац
20. Кирхенфиртель (община Граткорн)
21. Клайнштюбинг
22. Крумегг
23. Кумберг
24. Лангегг-бай-Грац
25. Ласницхёэ
26. Леберн
27. Либох
28. Маркт-Ибельбах (община Ибельбах)
29. Меллах
30. Нестельбах-бай-Грац
31. Пеггау
32. Пёльс
33. Пирка
34. Пургшталль-бай-Эггерсдорф
35. Раба
36. Рётельштайн
37. Рорбах
38. Санкт-Марайн-бай-Грац
39. Санкт-Освальд-бай-Планкенварт
40. Санкт-Радегунд-бай-Грац
41. Таль
42. Тирнау
43. Тобельбад
44. Тульвицдорф
45. Унтерпремштеттен
46. Фазольдсберг
47. Фельдкирхен-бай-Грац
48. Ферниц
49. Фронлайтен
50. Хазельсдорф
51. Харт-бай-Эггерсдорф
52. Харт-бай-Грац
53. Хаусманнштеттен
54. Хёф-Пребах
55. Хитцендорф
56. Цваринг-Пёльс
57. Цеттлинг
58. Шремс
59. Штайнберг
60. Штаттегг
61. Штиволль
62. Штрассенгель
63. Эггерсдорф-бай-Грац
64. Эдельсгруб
65. Юдендорф

## Население
Население округа по данным статистического управления Австрии